# War (U2-album)
A U2 1983-ban War címen megjelent harmadik albuma az első, ami politikai témákat nyíltan felvállaló dalokat is tartalmaz, s ezzel meglehetősen nagy váltást jelent az első két album spirituális-vallásos hangvételétől. Ennek megfelelően hangzása is nyersebb, a dobok sokkal erőteljesebben hangzanak rajta, a gitár viszont kissé háttérbe szorul.
Ez volt a U2 első albuma, mely a brit slágerlista élére került (Michael Jackson Thriller-ét leszorítva onnan. A lemez dalai közül koncerteken csak hetet játszottak, közülük az egyiket, a Like a Song…-ot csupán egy alkalommal.
A 40 – mely gyakran koncertjeik záró darabja – az utoljára elkészült dal volt. Szövege a 40. zsoltár, a refrén pedig a 6. zsoltár parafrázisa. Bono így mesélt a keletkezéséről: 10 percig tartott megírni a dalt, 10 perc volt, míg felvettük, újabb 10 perc, míg összeraktuk, és még 10 perc volt a keverés – de ennek semmi köze a címéhez." Ebben a számban The Edge és Adam Clayton hangszert cseréltek, állítólag azért, mert a gitáros írta meg a basszust. A koncerteken is fordított felállásban szokták játszani, sőt helyet is cserélnek a színpadon.
Ugyanebben az évben jelent meg az Under a Blood Red Sky (a cím a New Year's Day egyik sorából származik), amely az album turnéjának elő felvételeit tartalmazza.
Az album szerepel az 1001 lemez, amit hallanod kell, mielőtt meghalsz című könyvben.

## Az album dalai
| 1. | Sunday Bloody Sunday | U2 | 4:40 |
| 2. | Seconds              | U2 | 3:10 |
| 3. | New Year's Day       | U2 | 5:35 |
| 4. | Like a Song...       | U2 | 4:46 |
| 5. | Drowning Man         | U2 | 4:14 |

| 1. | The Refugee            | U2 | 3:40 |
| 2. | Two Hearts Beat As One | U2 | 4:03 |
| 3. | Red Light              | U2 | 3:46 |
| 4. | Surrender              | U2 | 5:34 |
| 5. | 40                     | U2 | 2:35 |

## Közreműködők
- Bono – ének, gitár
- The Edge – gitár, zongora, lap steel, vokál, ének (Seconds), basszusgitár (40)
- Adam Clayton – basszusgitár, gitár (40)
- Larry Mullen Jr. – dob
- Kenny Fradley – trombita
- Steve Wickham – elektromos hegedű (Sunday Bloody Sunday és Drowning Man)
- Cheryl Poirier, Adriana Kaegi, Taryn Hagey, Jessica Felton – vokál (Red Light és Surrender)

## Külső hivatkozások
- U2 Wanderer diszkográfia
- U2-Vertigo-Tour.com – A War turnéján játszott számok
- Three Sunrises – a lemez dalairól